# Mai 1872

## Événements
- France : Odilon Barrot devient président du conseil d’État.

- 14 mai (Grands Lacs) : défaite des armées du khédive dirigées par Samuel Baker contre le Bounyoro.

- 24 mai, France : loi de réorganisation administrative.

## Naissances
- 5 mai : Georges Grente, cardinal français, archevêque du Mans († 4 mai 1959).
- 10 mai : Marcel Mauss, ethnologue français († 1er février 1950).
- 14 mai :
  - Elia Dalla Costa, cardinal italien, archevêque de Florence († 22 décembre 1961).
  - Marcel Renault, constructeur d'automobiles français († 26 mai 1903)[1].
- 18 mai : Bertrand Russell, mathématicien, philosophe et moraliste, prix Nobel de littérature 1950 († 2 février 1970).
- 30 mai : Paul-Émile Janson, homme politique belge († 3 mars 1944).
- 31 mai : Charles Greeley Abbot, astronome américain († 17 décembre 1973).

## Décès
- 6 mai :
  - George Robert Gray, zoologiste et écrivain britannique (° 1808).
  - Johann Nepomuk Reithoffer (de), industriel autrichien, qui fabriqua en 1811 les premiers produits en caoutchouc. (° 13 avril 1781).
- 14 mai : David Cameron, juge de l'île de Vancouver.